# Edward Hirsch Levi
Edward Hirsch Levi, né le 26 juin 1911 à Chicago (Illinois) et mort le 7 mars 2000 dans la même ville, est un enseignant et homme politique américain. Membre du Parti républicain, il est procureur général des États-Unis entre 1975 et 1977 dans l'administration du président Gerald Ford.

## Jeunesse
Edward Levi est né à Chicago, dans l'Illinois. Il est fils et petit-fils de rabbins. Il fait ses études à l'université de Chicago dans les années 1930 et sort diplômé de l'University of Chicago Law School en 1935. L'année suivante, il est nommé professeur assistant à cette école et est admis au barreau de l'Illinois.
Il est président de l'université de Chicago de 1968 à 1975. Très proche de la municipalité de Chicago, il dirige en sous-main le programme d'expulsion des familles noires pauvres du quartier de Hyde Park, où l'université est implantée, qui menaçaient le prestige du lieu.